# 30. Tony-gála
A 30. Tony-gála az 1975/1976-os szezon legjobb Broadway színházi alakításait értékelte. A díjátadót 1976. április 18-án tartották a New York-i Shubert Theatreben, a műsor házigazdái Eddie Albert, Richard Burton, Jane Fonda, Diana Rigg, George C. Scott és Trish Van Devere voltak. A gálát az ABC televízióadó közvetítette élőben.

## Győztesek és jelöltek
A nyertesek félkövérrel jelölve.
| Legjobb színdarab | Legjobb musical |
| --- | --- |
| - Travesties – Tom Stoppard - The First Breeze of Summer – Leslie Lee - Knock Knock – Jules Feiffer - Lamppost Reunion – Louis La Russo II                                                         | - Tánckar - Bubbling Brown Sugar - Chicago - Pacific Overtures |
| Legjobb szövegkönyv musicalben | Legjobb eredeti zene |
| - James Kirkwood, Jr., Nicholas Dante – Tánckar - Fred Ebb, Bob Fosse – Chicago - John Weidman – Pacific Overtures - Alfred Uhry – The Robber Bridegroom                                           | - Tánckar – Marvin Hamlisch (zene), Edward Kleban (dalszöveg) - Chicago – John Kander (zene), Fred Ebb (dalszöveg) - Pacific Overtures – Stephen Sondheim (zene és dalszöveg) - Treemonisha – Scott Joplin (zene és dalszöveg) |
| Legjobb férfi főszereplő színdarabban | Legjobb női főszereplő színdarabban |
| - John Wood – Travesties (Henry Carr) - Moses Gunn – The Poison Tree (Benjamin Hurspool) - George C. Scott – Az ügynök halála (Willy Loman) - Donald Sinden – Habeas Corpus (Arthur Wicksteed)     | - Irene Worth – Az ifjúság édes madara (Cosmonopolis hercegnő) - Tovah Feldshuh – Jentl (Jentl) - Rosemary Harris – A királyi család (Julie Cavendish) - Lynn Redgrave – Warrenné mestersége (Vivie Warren)                    |
| Legjobb férfi főszereplő musicalben | Legjobb női főszereplő musicalben |
| - George Rose – My Fair Lady (Alfred P. Doolittle) - Mako – Pacific Overtures (További szereplők) - Jerry Orbach – Chicago (Billy Flynn) - Ian Richardson – My Fair Lady (Henry Higgins)           | - Donna McKechnie – Tánckar (Cassie Ferguson) - Vivian Reed – Bubbling Brown Sugar (Marsha/Fiatal Irene) - Chita Rivera – Chicago (Velma Kelly) - Gwen Verdon – Chicago (Roxie Hart)                                           |
| Legjobb férfi mellékszereplő színdarabban | Legjobb női mellékszereplő színdarabban |
| - Edward Herrmann – Warrenné mestersége (Frank Gardner) - Barry Bostwick – They Knew What They Wanted (Joe) - Gabriel Dell – Lamppost Reunion (Fred Santora) - Daniel Seltzer – Knock Knock (Cohn) | - Shirley Knight – Kennedy's Children (Carla) - Mary Beth Hurt – Trelawny of the 'Wells' (Miss Rose Trelawny) - Lois Nettleton – They Knew What They Wanted (Amy) - Meryl Streep – Huszonhét vagon gyapot (Flora Meighan)      |
| Legjobb férfi mellékszereplő musicalben | Legjobb női mellékszereplő musicalben |
| - Sammy Williams – Tánckar (Paul) - Robert LuPone – Tánckar (Zach) - Charles Repole – Very Good Eddie (Mr. Eddie Kettle) - Isao Sato – Pacific Overtures (Kayama)                                  | - Kelly Bishop – Tánckar (Sheila Bryant) - Priscilla Lopez – Tánckar (Diana Morales) - Patti LuPone – The Robber Bridegroom (Rosamund Musgrove) - Virginia Seidel – Very Good Eddie (Elsie Darling)                            |
| Legjobb színdarabrendező | Legjobb musicalrendező |
| - Ellis Rabb – A királyi család - Arvin Brown – Ó, ifjúság! - Marshall W. Mason – Knock Knock - Peter Wood – Travesties                                                                            | - Michael Bennett – Tánckar - Bob Fosse – Chicago - Bill Gile – Very Good Eddie - Harold Prince – Pacific Overtures |
| Legjobb koreográfia | Legjobb díszlettervezés |
| - Michael Bennett, Bob Avian – Tánckar - Patricia Birch – Pacific Overtures - Bob Fosse – Chicago - Billy Wilson – Bubbling Brown Sugar                                                            | - Boris Aronson – Pacific Overtures - Ben Edwards – A Matter of Gravity - David Mitchell – Trelawny of the 'Wells' - Tony Walton – Chicago                                                                                     |
| Legjobb jelmeztervezés | Legjobb látványtervezés |
| - Florence Klotz – Pacific Overtures - Theoni V. Aldredge – Tánckar - Ann Roth – A királyi család - Patricia Zipprodt – Chicago                                                                    | - Tharon Musser – Tánckar - Ian Calderon – Trelawny of the 'Wells' - Jules Fisher – Chicago - Tharon Musser – Pacific Overtures                                                                                                |

### Különdíjak
- Lawrence Langner-életműdíj: George Abbott
- A legjobb körzeti színház: The Arena Stage, Washington, D.C.
- Mathilde Pincus
- Thomas H. Fitzgerald (posztumusz)
- Circle in the Square
- Richard Burton

## Előadott számok
- Annie, a mesterlövész
- High Button Shoes
- Where's Charley?
- Miss Liberty
- Call Me Madam
- Paint Your Wagon
- Wish You Were Here
- Kánkán
- Pán Péter
- Mr Wonderful
- Szólnak a harangok
- West Side Story
- Flower Drum Song
- Gypsy
- Camelot
- Milk And Honey
- Stop the World – I Want to Get Off
- Funny Girl
- Do I Hear a Waltz?
- Édes Charity
- Walking Happy
- How Now, Dow Jones
- Hair
- Purlie
- The Rothschilds
- Grease
- Pippin
- Gigi
- Shenandoah
- Tánckar ("I Hope I Get It"/"One")
- Bubbling Brown Sugar ("Sweet Georgia Brown" - Vivian Reed, Lonnie McNeil, Newton Winters)
- Chicago ("All I Care About" - Jerry Orbach)
- Pacific Overtures ("Advantages of Floating in the Middle of the Sea" - Mako)

## Műsorvezetők
A gálán az alábbi műsorvezetők működtek közre:
- Alan Arkin
- Clifton Davis
- Bonnie Franklin
- Celeste Holm
- Cloris Leachman
- Michele Lee
- Jerry Lewis
- Hal Linden
- Mary Martin
- Mike Nichols
- Christopher Plummer
- Vanessa Redgrave
- Marlo Thomas
- Leslie Uggams

## Fordítás
- Ez a szócikk részben vagy egészben  a(z)   30th Tony Awards című angol Wikipédia-szócikk fordításán alapul.  Az eredeti cikk szerkesztőit annak laptörténete sorolja fel. Ez a jelzés csupán a megfogalmazás eredetét és a szerzői jogokat jelzi, nem szolgál a cikkben szereplő információk forrásmegjelöléseként.